# Boulevard des Capucines
Boulevard des Capucines (bulvár Kapucínek) je bulvár v Paříži. Nachází se v 2. a 9. obvodu. Je jedním z tzv. Velkých bulvárů postavených na místě bývalých městských hradeb Ludvíka XIII.

## Poloha
Bulvár vede od křižovatky s Rue Louis-le-Grand a Rue de la Chaussée-d'Antin a končí u Rue des Capucines a Rue de Caumartin. Ulice je orientována ze severovýchodu na jihozápad. Směrem na sever pokračuje Boulevard des Italiens a od jihu na ni navazuje Boulevard de la Madeleine.

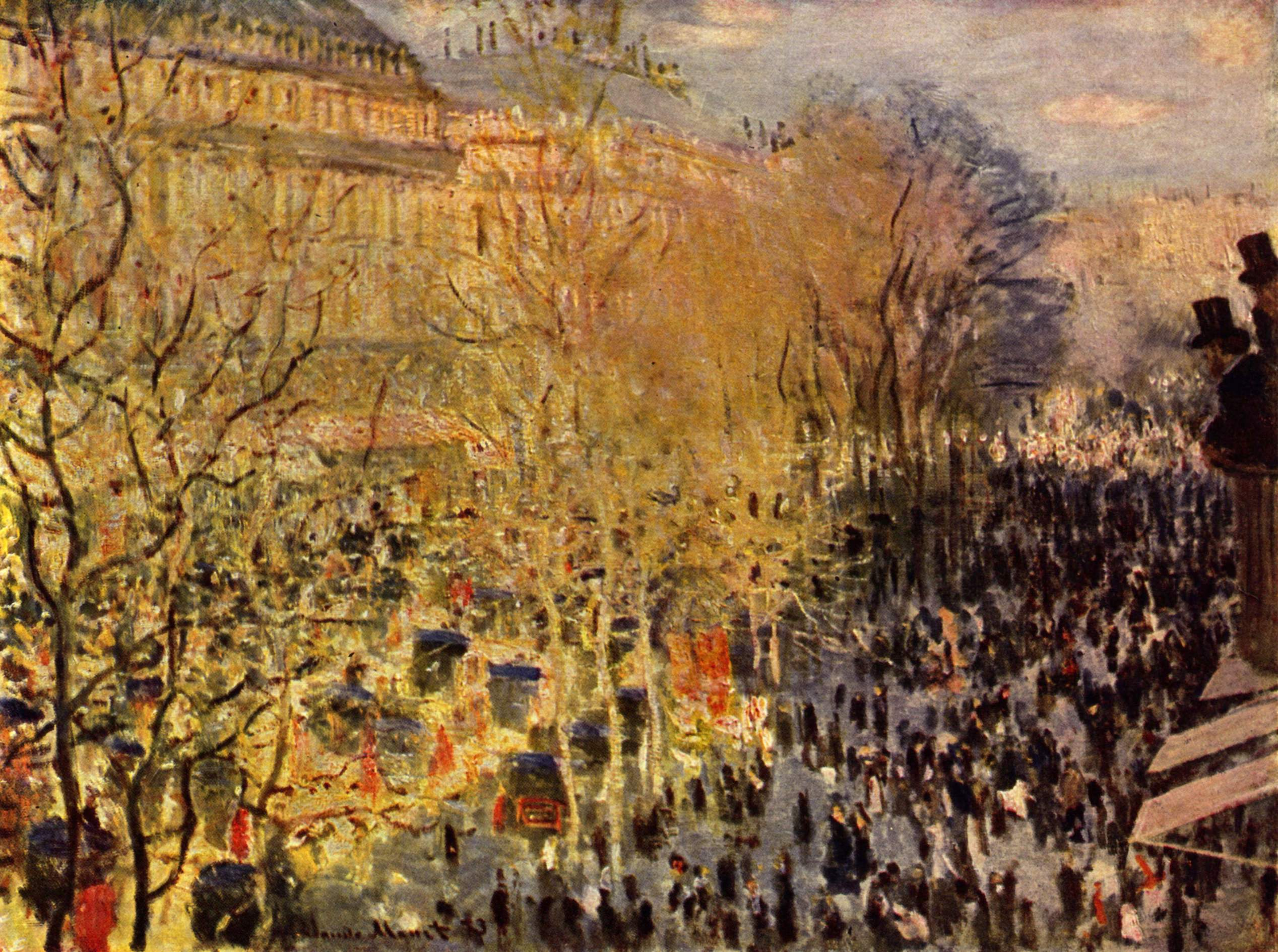
Claude Monet: Boulevard des Capucines (1873)

## Historie
Bulvár získal své jméno 11. května 1885 podle kláštera klarisek-kapucínek, jehož zahrady se až do Velké francouzské revoluce rozkládaly podél jeho jižní části. Jeho předchozí označení Rue Basse-du-Rempart vyjadřuje skutečnost, že cesta vedla u paty městských hradeb.
Dne 23. února 1848 zahradili bulvár vojáci, aby zamezili průchodu demonstrantů proti vládě. Když se manifestanti pokusili kordon prorazit, bylo jich 35 zabito a 50 zraněno. Tato událost vedla k povstání Pařížanů, které se proměnilo v Únorovou revoluci.

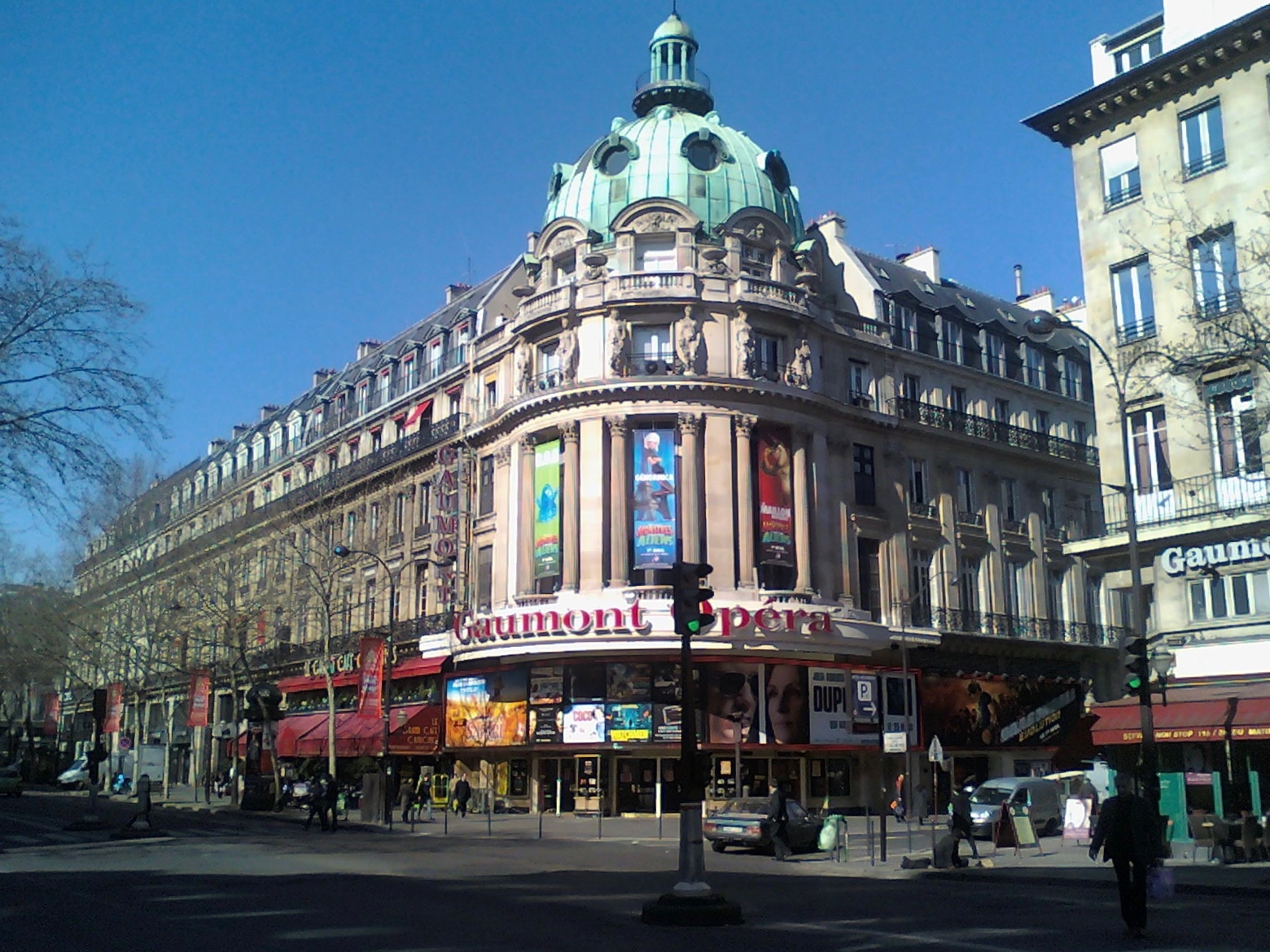
Gaumont Opéra

## Významné stavby
- Dům č. 2: na jeho místě se nacházel palác Hôtel de Montmorency, který v roce 1869 nahradilo divadlo Théâtre du Vaudeville a od roku 1927 kino Gaumont Opéra. Jeho hlavní sál odpovídá základům velkého salónu paláce z 18. století, jehož okrouhlá fasáda byla zachována.
- Dům č. 5: nahradil bývalý fotografický ateliér Pierra Louise Piersona.
- Dům č. 8: Jacques Offenbach (1819–1880) zde žil od roku 1876 až do své smrti.
- Dům č. 14: Kavárna Grand Café, kde se 28. prosince 1895 v Salon indien konalo první veřejné filmové promítání bratří Lumièrů.
- Dům č. 24: v letech 1905–1956 zde bydlela zpěvačka Mistinguett.
- Dům č. 25: v roce 1929 zde bylo otevřeno Musée Cognacq-Jay. V roce 1988 se přestěhovalo do paláce Hôtel de Donon ve čtvrti Marais.
- Dům č. 28: slavný hudební koncertní sál Olympia.
- Dům č. 35: měl zde ateliér fotograf Gustave Le Gray a Nadar. V dubnu 1874 se zde konala výstava mladých malířů jako byli Auguste Renoir, Édouard Manet, Camille Pissarro a Claude Monet. Právě Monetův obraz Imprese, východ slunce dal název novému směru – impresionismu.
- Domy č. 37 až 43: v letech 1820–1853 sídlo ministerstva zahraničí.

## Bulvár v umění
Claude Monet zachytil ulici na několika svých obrazech, které se dnes nacházejí Puškinově muzeu umění v Moskvě nebo v Nelson-Atkins Museum of Art v Kansas City. Ruská režisérka Alla Surikovová natočila roku 1987 filmovou komedii o filmových průkopnících Muž z bulváru Kapucínů. V roce 2006 vydal francouzský spisovatel Jean-Michel Maulpoix román Boulevard des Capucines.